# Campeonato Mundial de Esgrima de 1936
El XIV Campeonato Mundial de Esgrima se celebró en San Remo (Italia) en 1936 bajo la organización de la Federación Internacional de Esgrima (FIE) y la Federación Italiana de Esgrima.

## Medallistas

### Femenino
| Evento              | Oro                                                      | Plata                                                                   | Bronce                                                                                |
| ------------------- | -------------------------------------------------------- | ----------------------------------------------------------------------- | ------------------------------------------------------------------------------------- |
| Florete por equipos | Hedwig Haß Henni Jüngst Olga Oelkers Leni Oslob Alemania | Erna Bogáti Ilona Elek Margit Elek Katalin Horváth Ilona Vargha Hungría | Elisabeth Grasser · Ellen Preis · Frieda von Gregurich · Friedrieke Wenisch · Austria |

## Medallero
| Núm. | País     | Oro | Plata | Bronce | Total |
| ---- | -------- | --- | ----- | ------ | ----- |
| 1    | Alemania | 1   | 0     | 0      | 1     |
| 2    | Hungría  | 0   | 1     | 0      | 1     |
| 3    | Austria  | 0   | 0     | 1      | 1     |
|      | TOTAL    | 1   | 1     | 1      | 3     |